# Дощові ліси Ментавайських островів
Дощові ліси Ментавайських островів (ідентифікатор WWF: IM0127) — індомалайський екорегіон тропічних та субтропічних вологих широколистяних лісів, розташований на заході Індонезії.

## Географія
Екорегіон дощових лісів Ментавайських островів охоплює Ментавайські острови — архіпелаг, що складається з чотирьох великих островів (Сіберут, Сіпора, Північний Пагай та Південний Пагай) та кількох десятків дрібних острівців, а також острів Енгано. Острови регіону розташовані в Індійському океані, за 80-130 км на захід від Суматри. Вони відділилися від Суматри більш ніж півмільйона років тому, а їх формування пов'язане з виникненням переддугових западин, паралельних Зондському жолобу.

## Клімат
В межах екорегіону домінує вологий екваторіальний клімат (Af за класифікацією кліматів Кеппена). Середня температура тут становить близько 30 °C і залишається стабільною протягом всього року, а середньорічна кількість опадів становить приблизно 4500 мм.

## Флора
Основними рослинними угрупованнями Ментавайських островів є тропічні дощові ліси, подібні до тих, що зустрічаються на Суматрі, однак не настільки різноманітні. Це цілком очікувано, оскільки флора і фауна на невеликих островах менш різноманітна, ніж на великих масивах суходолу. Водночас флора і фауна на невеликих островах часто вирізняється високим рівнем ендемізму, особливо якщо ці острови були ізольовані протягом тривалого періоду.
В лісах екорегіону домінують великі дерева з родини діптерокарпових (Dipterocarpaceae), зокрема різні види діптерокарпусів (Dipterocarpus spp.), парашорей (Parashorea spp.), шорей (Shorea spp.) та дріобаланопсів (Dryobalanops spp.), а також туалангові дерева (Koompassia excelsa) та деякі види сіндор (Sindora spp.) і тамариндових слив (Dialium spp.) з родини букових (Fabaceae). Також в низинних лісах Ментавайських островів зустрічаються різні види маллотусів (Mallotus spp.), кнем (Knema spp.), сантірій (Santiria spp.), бхес (Bhesa spp.), євгеній (Eugenia spp.), баккорей (Baccaurea spp.), ділленій (Dillenia spp.), хлібних дерев (Artocarpus spp.) та горсфельдій (Horsfieldia spp.), а на вершинах пагорбів до них додаються ексцекарії (Excoecaria spp.), хурма (Diospyros spp.) та канаріуми (Canarium spp.). Дерева рясно вкриті різноманітними ліанами та епіфітами. В підліску переважають невисокі тіньовитривалі дерева та чагарники, тоді як трав'янистих рослин зустрічається мало. Лісовий намет в лісах регіону розташований на висоті від 24 до 36 м над землею, а деякі емерджентні дерева підіймаються на висоту до 45 м.

## Фауна
Ментавайські острови були відокремлені від Суматри більш ніж півмільйона років тому. Їхня тривала ізоляції дозволила зберегти релікти давньої індомалайської фауни, а також призвела до появи багатьох ендемічних видів. Острів Енгано, ймовірно, ніколи не був пов'язаний з Суматрою, і ссавців на ньому зустрічається дуже мало.
Серед ссавців, поширених на Ментавайських островах, слід відзначити макаку-крабоїда (Macaca fascicularis), індійського замбара (Rusa unicolor), великого оленька (Tragulus napu), азійського мусанга (Paradoxurus hermaphroditus), смугасту цивету (Hemigalus derbyanus), яванського панголіна (Manis javanica), руду велетенську летягу (Petaurista petaurista), вухатого перохвоста (Ptilocercus lowii), велетенського крилана (Pteropus vampyrus), малого крилана (Pteropus hypomelanus) та майже ендемічного чорновухого крилана (Pteropus melanotus). 
Ендеміками екорегіону є шість видів мавп, зокрема сіберутські макаки (Macaca siberu), пагайські макаки (Macaca pagensis), свинохвості лангури (Simias concolor), ментавайські лангури (Presbytis potenziani), сіберутські лангури (Presbytis siberu) та карликові гібони (Hylobates klossii). Ці тварини перебувають під загрозою зникнення внаслідок знищення природного середовища. Крім того, на них часто полюють, а ментавайці часто вживають приматів у їжу. За останні десятиліття популяція ментавайських мавп скоротилася удвічі. 
Також ендеміками Ментавайських островів є ментавайські білки (Callosciurus melanogaster), ментавайські трисмугі білки (Lariscus obscurus), братерські білки (Sundasciurus fraterculus), ментавайські політухи (Iomys sipora), сіберутські політухи (Petinomys lugens), сіпорські політухи (Hylopetes sipora), ментавайські щіткохвості миші (Chiropodomys karlkoopmani), ментавайські леопольдомиші (Leopoldamys siporanus), ментавайські колючі щури (Maxomys pagensis), ментавайські пацюки (Rattus lugens), енганські пацюки (Rattus enganus), засмаглі пацюки (Rattus adustus), золоточереві тупаї (Tupaia chrysogaster) та короткоголові листоноси (Hipposideros breviceps).
Орнітофауна екорегіону включає понад 250 видів птахів. Ендеміками екорегіону є енганські пінони (Ducula oenothorax), енганойські горлиці (Macropygia cinnamomea), атолові сплюшки (Otus mentawi), енганські сплюшки (Otus enganensis), енганські квічалі (Geokichla leucolaema) та енганські бео (Gracula enganensis), а майже ендемічними його представниками — сріблясті голуби (Columba argentina) та архіпелагові горлиці (Macropygia modiglianii).

## Збереження
Дощові ліси Ментавайських островів довгий час залишалися недоторканими, допоки наплив поселенців з Суматри не призвів до демографічного тиску та не порушив традиційну практику господарювання. Значні площі лісів були вирубані, а на їх місці були створені плантації та інші сільськогосподарські угіддя. Основними загрозами для природи регіону є подальша вирубка лісів та полювання на ендемічних приматів.
Оцінка 2017 року показала, що 1896 км², або 30 % екорегіону, є заповідними територіями. Основною природоохоронною територією регіону є Сіберутський національний парк.